# Puncakwangi
Puncakwangi is een bestuurslaag in het regentschap Cianjur van de provincie West-Java, Indonesië. Puncakwangi telt 3648 inwoners (volkstelling 2010).